# Mitchell Watt (cestista)
Mitchell Watt (Goodyear, 14 dicembre 1989) è un cestista statunitense.

## Caratteristiche tecniche
In virtù della sua struttura fisica (2,08 m per 102 kg) è in grado di coprire sia il ruolo di ala forte sia quello di centro, seppure nel campionato italiano venga impiegato quasi esclusivamente in quest'ultima posizione.
Mancino, fa del basket vecchia scuola la sua virtù: avvicinamento a canestro, gancio, semigancio, dropstep.
Sebbene non sia la cosiddetta "macchina da rimbalzo" si fa valere soprattutto sotto canestro avversario.
Abilissimo stoppatore (5, rifilate in gara 3 nei Playoffs della stagione 2018-2019 nelle semifinali contro Cremona, al Taliercio), sebbene nella sua carriera sia stato valorizzato più per l'apporto offensivo che per la sua efficienza difensiva.

## Carriera
Dopo diverse stagioni trascorse in Israele e in Germania, Watt giunge in italia nella stagione 2016-17, ingaggiato dalla Juvecaserta.

### 2016-17: Caserta
A Caserta diventa subito uno dei principali leader realizzativi della squadra: realizza almeno 10 punti in 25 delle 30 partite giocate in campionato, con un apice di 25 nel derby contro la Scandone Avellino. Chiude la stagione con 14,9 punti e 9 rimbalzi di media.

### Venezia

#### 2017-18
Per la stagione successiva viene ingaggiato dalla Reyer Venezia. In laguna Watt, sebbene mantenga il posto in quintetto base, gioca in media 9 minuti in meno a gara rispetto a Caserta. Conclude infatti la stagione regolare con una media punti più bassa: 11,5 con 4,4 rimbalzi a partita. Gioca 7 partite dei play-off scudetto, con medie complessive di 9 punti e 5,9 rimbalzi a partita.
Le cose vanno meglio in Europa. In seguito all'eliminazione dalla Basketball Champions League, la Reyer viene retrocessa in FIBA Europe Cup, trofeo che vince battendo Avellino in una storica finale tutta italiana. Nell'occasione Watt mette a referto, tra andata e ritorno, 21 punti, 6 rimbalzi e 3 assist.

#### 2018-19
Confermato a Venezia per la stagione successiva, Watt conclude la stagione regolare con 15,3 punti e 5,5 rimbalzi di media, aumentando leggermente il minutaggio rispetto alla sua prima stagione in laguna. In virtù di queste cifre viene preso in considerazione per il conferimento del premio di MVP della stagione regolare, sebbene, alla fine, esso venga assegnato al giocatore di Cremona Drew Crawford. Gioca 17 partite dei play-off scudetto, contribuendo al quarto titolo nazionale della Reyer, con 11,6 punti e 5,2 rimbalzi a partita.

## Statistiche

### College
| Anno      | Squadra       | PG  | PT  | MP   | TC%  | 3P%  | TL%  | RP  | AP  | PRP | SP  | PP   |
| --------- | ------------- | --- | --- | ---- | ---- | ---- | ---- | --- | --- | --- | --- | ---- |
| 2008-2009 | Buffalo Bulls | 33  | 30  | 12,4 | 45,1 | -    | 56,3 | 2,3 | 0,5 | 0,3 | 0,5 | 3,6  |
| 2009-2010 | Buffalo Bulls | 30  | 25  | 14,3 | 55,7 | -    | 56,0 | 2,5 | 0,7 | 0,5 | 1,3 | 5,5  |
| 2010-2011 | Buffalo Bulls | 34  | 33  | 21,2 | 48,6 | -    | 68,2 | 5,3 | 1,5 | 0,8 | 2,2 | 8,0  |
| 2011-2012 | Buffalo Bulls | 31  | 31  | 30,2 | 55,4 | 32,4 | 74,4 | 7,5 | 2,3 | 0,6 | 2,2 | 16,3 |
| Carriera  | Carriera      | 128 | 119 | 19,5 | 52,1 | 32,4 | 68,1 | 4,4 | 1,3 | 0,6 | 1,5 | 8,3  |

### Eurocup
| Anno      | Squadra       | PG | PT | MP   | TC%  | 3P%  | TL%  | RP  | AP  | PRP | SP  | PP   |
| --------- | ------------- | -- | -- | ---- | ---- | ---- | ---- | --- | --- | --- | --- | ---- |
| 2015-2016 | Alba Berlino  | 18 | 13 | 18,6 | 50,0 | 30,0 | 59,1 | 4,1 | 0,7 | 0,3 | 0,3 | 6,3  |
| 2019-2020 | Reyer Venezia | 16 | 13 | 25,3 | 57,6 | 28,6 | 65,6 | 5,1 | 1,7 | 0,6 | 1,1 | 12,9 |
| 2020-2021 | Reyer Venezia | 5  | 3  | 25,4 | 58,3 | 16,7 | 73,9 | 4,6 | 1,6 | 0,6 | 0,4 | 14,8 |
| 2021-2022 | Reyer Venezia | 18 | 17 | 24,1 | 56,3 | 100  | 75,0 | 5,4 | 0,9 | 0,7 | 1,1 | 11,8 |
| 2022-2023 | Reyer Venezia | 19 | 17 | 23,7 | 58,6 | 0,0  | 66,7 | 4,9 | 1,3 | 1,1 | 0,8 | 12,3 |
| Carriera  | Carriera      | 76 | 63 | 23,0 | 56,3 | 27,3 | 68,3 | 4,8 | 1,2 | 0,7 | 0,8 | 11,1 |

## Palmarès
- Coppa di Germania: 1

Alba Berlino: 2016
- Lega Balcanica: 1

Hapoel Gilboa Galil Elyon: 2012-13
- FIBA Europe Cup: 1

Reyer Venezia: 2017-18
- Campionato italiano: 1

Reyer Venezia: 2018-19
- Coppa Italia: 1

Reyer Venezia: 2020